# Клэйтон, Джонни
Джонни Клэйтон (англ. Jonny Clayton; род. 4 октября 1974, Лланелли) — валлийский профессиональный дартсмен, выступающий в турнирах под эгидой PDC. Прозвище — The Ferret (Хорёк).
Победитель 15 турниров под эгидой PDC. Чемпион Премьер-лиги (2021). Победитель турниров Мирового Гран-При (2021), Masters (2021) и финалов Мировой Серии (2021). Совместно с Гервином Прайсом — двукратный победитель Кубка мира (2020, 2023) в составе сборной Уэльса.

## Карьера

### 2015
Клэйтон вошёл в Про-тур PDC в 2015 году, выиграв тур-карту в последний день отборочного турнира Q-School. В шестом турнире Players Championship добрался до четвертьфинала, где проиграл Бенито ван де Пасу со счётом 1–6. В конце сезона Клэйтон прошёл квалификацию на турнир Большого Шлема, но, несмотря на победу в своем первом матче против Терри Дженкинса, он занял последнее место в своей группе.

### 2016
Клэйтон впервые принял участие на турнире UK Open 2016, но во втором раунде проиграл Джеймсу Уилсону со счётом 3–6. В восьмом турнире Players Championship снова добрался до четверть финала, а в двенадцатом достиг своего первого полуфинала, но был разгромлен Гэри Андерсоном со счётом 0–6. На турнире Players Championship Finals проиграл в первом раунде Даррену Уэбстеру со счётом 3–6.

### 2017
Клэйтон дебютировал на Чемпионате мира по дартсу и в первом раунде победил своего соотечественника Гервина Прайса со счётом 3–1. Он проиграл Иану Уайту во втором раунде со счётом 1-4. В 22-м турнире Players Championship выиграл свой первый рейтинговый титул PDC, победив в финале Джеймса Уилсона со счётом 6–1. Клэйтон добрался до своего первого финала мейджора PDC на турнире en:2017 Players Championship Finals, где он победил Джеффри де Граафа, Прайса, Стивена Бантинга, Стива Битона и первого сеяного Роба Кросса, прежде чем проиграть Майклу ван Гервену со счётом 2-11.

### 2018
Попадание в финал Players Championship позволило Клэйтону подняться в число 32 лучших в рейтинге Order of Merit и попасть в число сеяных на Чемпионате мира, однако он был выбит в первом раунде своим соотечественником Джейми Льюисом со счётом 0-3. В апреле Клэйтон обыграл Гервина Прайса в финале Austrian Darts Open. Таким образом он стал первым валлийцем, одержавшим победу на турнире Евротура.

### 2019
Клейтон выиграл десятый турнир Players Championship, победив в финале Габриэля Клеменса со счётом 8–4. Это был третий рейтинговый титул для Джонни.

### 2020
По итогам предыдущего сезона, Клэйтон поднялся в топ-16 рейтинга Order of Merit, что позволило ему принять участие в турнире Masters. После победы над лидером мирового рейтинга Майклом ван Гервеном в первом раунде, он уступил во втором Нейтану Аспиналлу со счётом 8-10.
На тот момент победитель трех рейтинговых турниров PDC, Клэйтон, был выбран в качестве «претендента» на вечер третьего тура Премьер-лиги в Кардиффе, но проиграл со счётом 7–1 Майклу Смиту.
В ноябре Клэйтон и Гервин Прайс, представлявшие Уэльс, одержали победу на Кубке мира. В финале валлийцы обыграли команду Англии (Роб Кросс и Майкл Смит) со счётом 3-0.

### 2021
На турнире Masters Клэйтон победил Жозе де Соузу, Майкла ван Гервена, Джеймса Уэйда и Питера Райта и добрался до финала, где встретился с Мервином Кингом. Клэйтон выиграл матч со счетом 11–8, завоевав свой первый крупный индивидуальный телевизионный титул. В матче с Уэйдом ему удалось достичь рекордного показателя в 91% попаданий в удвоения (10/11).
После победы в турнире Masters Клэйтон был приглашен для участия в Премьер-лиге 2021, где в третьем туре он сделал финиш девятью дротиками в победном матче против Жозе де Соузы. После пяти туров Клэйтон поднялся на первое место в таблице, однако позже опустился на восьмое и снова поднялся на четвертое. В последнем шестнадцатом туре для продолжения выступления на турнире ему была необходима как минимум ничья в матче против Димитри ван ден Берга. Клэйтон выиграл матч со счётом 8-6 и прошёл в плей-офф турнира.
В полуфинале Джонни обыграл Майкла ван Гервена со счётом 10-8, а в финале - Жозе де Соузу со счётом 11-5. Таким образом он стал первым чемпионом из Уэльса, а также первым чемпионом, вышедшим в плей-офф с четвертого месте.
В октябре Клэйтон вышел в финал Мирового Гран-При, победив по пути Каллана Ридза, Жозе де Соузу, Кшиштофа Ратайского и Данни Нопперта. В финале турнира Клэйтон обыграл первого номера мирового рейтинга Гервина Прайса со счётом 5–1, что принесло ему победу в третьем мейджоре в 2021 году. Три недели спустя он выиграл четвертый телевизионный турнир за год, победив в финале Мировой Серии Димитри ван ден Берга со счётом 11-6.

### 2022
На Чемпионате мира 2022 Клэйтон победил Кина Бэрри и Габриэля Клеменса, прежде чем проиграть будущему финалисту Майклу Смиту со счётом 4–3.

### 2023
На Чемпионате мира 2023 Клэйтон во втором раунде разгромил Данни ван Трийпа со счётом 3–0, затем победил Брендана Долана в третьем со счётом 4–1 и Джоша Рока в четвертом со счётом 4–3; и впервые в своей карьере вышел в четвертьфинал, где проиграл Димитри ван ден Бергу со счётом 3–5.

### 2024
На Чемпионате мира 2024 года Клэйтон выиграл свой матч второго раунда против Стива Леннона со счётом 3–1, затем победил Кшиштофа Ратайского со счётом 4–2 в третьем раунде, прежде чем был разгромлен со счетом 4–0 Робом Кроссом в четвертом раунде.

## Результаты на чемпионатах мира

### PDC
- 2017 — Второй раунд (поражение от Иана Уайта 1-4)
- 2018 — Первый раунд (поражение от Джейми Льюиса 0-3)
- 2019 — Второй раунд (поражение от Димитри ван ден Берга 1-4)
- 2020 — Третий раунд (поражение от Стивена Бантинга 0-4)
- 2021 — Третий раунд (поражение от Джо Каллена 3-4)
- 2022 — Четвертый раунд (поражение от Майкла Смита 3-4)
- 2023 — Четвертьфинал (поражение от Димитри ван ден Берга 3-5)
- 2024 — Четвертый раунд (поражение от Роба Кросса 0-4)
- 2025 — участвует

## Леги за 9 дротиков
| Дата          | Противник     | Турнир            | Способ                          |  |
| ------------- | ------------- | ----------------- | ------------------------------- |  |
| 7 марта 2020  | Крис Доби     | UK Open           | 3 x T20; 3 x T20; T20, T19, D12 |  |
| 7 апреля 2021 | Жозе де Соуза | Премьер-Лига 2021 | 3 x T20; 3 x T20; T20, T19, D12 |  |